# Bruno Di Masci
Bruno Di Masci (Milano, 14 marzo 1942) è un politico italiano.

## Biografia
Nato a Milano nel 1942, crebbe e visse a Sulmona. Entrò in politica con il Partito Socialista Italiano e alle elezioni amministrative del 1985 fu eletto consigliere provinciale della provincia dell'Aquila, l'anno successivo divenne presidente della Provincia a capo di una giunta DC-PSI-PSDI, dopo mesi di stallo nella scelta dell'esecutivo provinciale e di continuazione della precedente giunta guidata da Serafino Petricone; mantenne tale incarico fino al 1990. Nello stesso anno diventò anche consigliere regionale dell'Abruzzo dal 1990 al 1994. Dal 1988 al 1993 fu consigliere comunale a Sulmona e nel 1993 fu eletto sindaco della città.
Con lo scioglimento del PSI entrò prima nei Socialisti Italiani nel 1994 e poi nei Socialisti Democratici Italiani nel 1998. 
Riconfermato sindaco di Sulmona per un secondo mandato nel 1997, concluse l'incarico nel 2001; in tale anno divenne nuovamente consigliere comunale (in carica fino al 2003). Dal 2000 al 2005 fu ancora consigliere regionale per lo SDI. 
Dopo alcuni anni fuori dalle istituzioni, nel 2016 si candidò nuovamente a sindaco di Sulmona, ottenendo il 26,2% dei voti e accedendo al ballottaggio, al quale viene sconfitto con il 34,6% dei consensi: divenne così consigliere comunale di opposizione, fino al 2021.